# 1890 год
1890 (ты́сяча восемьсо́т девяно́стый) год  по григорианскому календарю — невисокосный год, начинающийся в среду. Это 1890 год нашей эры, 10‑й год 9‑го десятилетия XIX века 2‑го тысячелетия, 1‑й год 1890‑х годов. Он закончился 135 лет назад.
| Пн | Вт | Ср | Чт | Пт | Сб | Вс |
|    |    | 1  | 2  | 3  | 4  | 5  |
| 6  | 7  | 8  | 9  | 10 | 11 | 12 |
| 13 | 14 | 15 | 16 | 17 | 18 | 19 |
| 20 | 21 | 22 | 23 | 24 | 25 | 26 |
| 27 | 28 | 29 | 30 | 31 |    |    |

| Пн | Вт | Ср | Чт | Пт | Сб | Вс |
|    |    |    |    |    | 1  | 2  |
| 3  | 4  | 5  | 6  | 7  | 8  | 9  |
| 10 | 11 | 12 | 13 | 14 | 15 | 16 |
| 17 | 18 | 19 | 20 | 21 | 22 | 23 |
| 24 | 25 | 26 | 27 | 28 |    |    |

| Пн | Вт | Ср | Чт | Пт | Сб | Вс |
|    |    |    |    |    | 1  | 2  |
| 3  | 4  | 5  | 6  | 7  | 8  | 9  |
| 10 | 11 | 12 | 13 | 14 | 15 | 16 |
| 17 | 18 | 19 | 20 | 21 | 22 | 23 |
| 24 | 25 | 26 | 27 | 28 | 29 | 30 |
| 31 |    |    |    |    |    |    |

| Пн | Вт | Ср | Чт | Пт | Сб | Вс |
|    | 1  | 2  | 3  | 4  | 5  | 6  |
| 7  | 8  | 9  | 10 | 11 | 12 | 13 |
| 14 | 15 | 16 | 17 | 18 | 19 | 20 |
| 21 | 22 | 23 | 24 | 25 | 26 | 27 |
| 28 | 29 | 30 |    |    |    |    |

| Пн | Вт | Ср | Чт | Пт | Сб | Вс |
|    |    |    | 1  | 2  | 3  | 4  |
| 5  | 6  | 7  | 8  | 9  | 10 | 11 |
| 12 | 13 | 14 | 15 | 16 | 17 | 18 |
| 19 | 20 | 21 | 22 | 23 | 24 | 25 |
| 26 | 27 | 28 | 29 | 30 | 31 |    |

| Пн | Вт | Ср | Чт | Пт | Сб | Вс |
|    |    |    |    |    |    | 1  |
| 2  | 3  | 4  | 5  | 6  | 7  | 8  |
| 9  | 10 | 11 | 12 | 13 | 14 | 15 |
| 16 | 17 | 18 | 19 | 20 | 21 | 22 |
| 23 | 24 | 25 | 26 | 27 | 28 | 29 |
| 30 |    |    |    |    |    |    |

| Пн | Вт | Ср | Чт | Пт | Сб | Вс |
|    | 1  | 2  | 3  | 4  | 5  | 6  |
| 7  | 8  | 9  | 10 | 11 | 12 | 13 |
| 14 | 15 | 16 | 17 | 18 | 19 | 20 |
| 21 | 22 | 23 | 24 | 25 | 26 | 27 |
| 28 | 29 | 30 | 31 |    |    |    |

| Пн | Вт | Ср | Чт | Пт | Сб | Вс |
|    |    |    |    | 1  | 2  | 3  |
| 4  | 5  | 6  | 7  | 8  | 9  | 10 |
| 11 | 12 | 13 | 14 | 15 | 16 | 17 |
| 18 | 19 | 20 | 21 | 22 | 23 | 24 |
| 25 | 26 | 27 | 28 | 29 | 30 | 31 |

| Пн | Вт | Ср | Чт | Пт | Сб | Вс |
| 1  | 2  | 3  | 4  | 5  | 6  | 7  |
| 8  | 9  | 10 | 11 | 12 | 13 | 14 |
| 15 | 16 | 17 | 18 | 19 | 20 | 21 |
| 22 | 23 | 24 | 25 | 26 | 27 | 28 |
| 29 | 30 |    |    |    |    |    |

| Пн | Вт | Ср | Чт | Пт | Сб | Вс |
|    |    | 1  | 2  | 3  | 4  | 5  |
| 6  | 7  | 8  | 9  | 10 | 11 | 12 |
| 13 | 14 | 15 | 16 | 17 | 18 | 19 |
| 20 | 21 | 22 | 23 | 24 | 25 | 26 |
| 27 | 28 | 29 | 30 | 31 |    |    |

| Пн | Вт | Ср | Чт | Пт | Сб | Вс |
|    |    |    |    |    | 1  | 2  |
| 3  | 4  | 5  | 6  | 7  | 8  | 9  |
| 10 | 11 | 12 | 13 | 14 | 15 | 16 |
| 17 | 18 | 19 | 20 | 21 | 22 | 23 |
| 24 | 25 | 26 | 27 | 28 | 29 | 30 |

| Пн | Вт | Ср | Чт | Пт | Сб | Вс |
| 1  | 2  | 3  | 4  | 5  | 6  | 7  |
| 8  | 9  | 10 | 11 | 12 | 13 | 14 |
| 15 | 16 | 17 | 18 | 19 | 20 | 21 |
| 22 | 23 | 24 | 25 | 26 | 27 | 28 |
| 29 | 30 | 31 |    |    |    |    |

## События
- 2 января — в Средиземном море у берегов Корсики потерпел крушение пароход «Персия». Погибли 130 человек.
- 2 марта — в Архангельске учреждена община сестёр Красного Креста. Вначале в ней было восемь сестёр, а через десять лет — 20. Они работали в больнице приказа общественного призрения, ухаживали за больными на квартирах, в период рыбной путины оказывали медицинскую помощь рыбакам в становищах.
- 20 марта — ушёл в отставку Отто фон Бисмарк, первый канцлер объединённой Германской империи. Считается, что Бисмарк ушёл в отставку из-за конфликта с молодым кайзером Вильгельмом II, вступившем на престол в 1888 году.
- 1 мая — массовая первомайская демонстрация в Вене[1].
- 12 июня — в России введено Земское положение. Введены сословные курии, выборность крестьянской курии заменена назначением гласных[2].
- 24 октября — в Лондоне произошло двойное убийство, совершенное англичанкой Мэри Пирси, которое иногда связывают с Джеком-потрошителем.
- 7 декабря — создание Социал-демократической партии Венгрии.

### Без точных дат

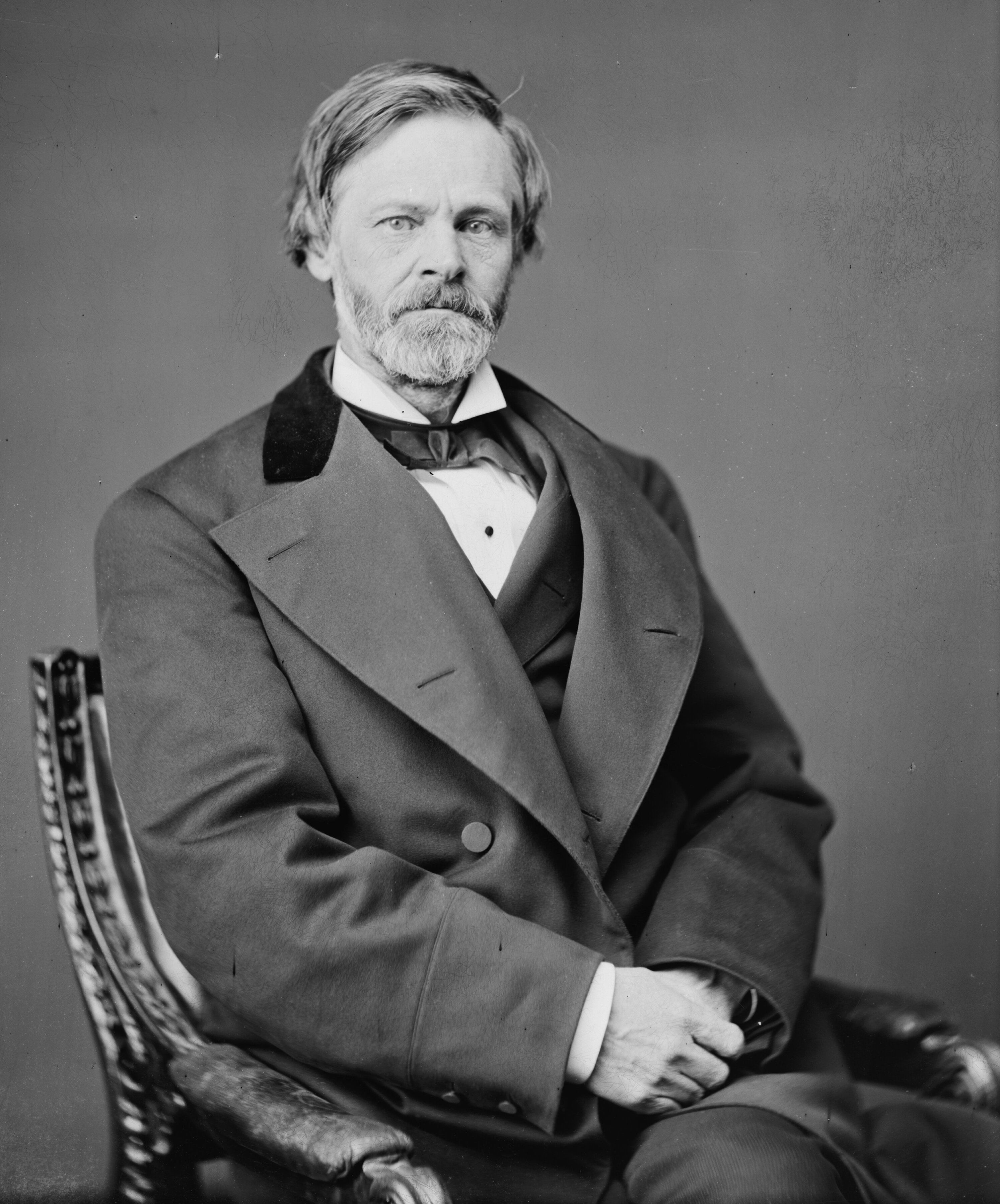
Джон Шерман

- В США принят Акт Шермана — первый федеральный антитрестовский закон, который провозгласил уголовными преступлениями монополию, ограничение торговли, попытки установить монополию и ограничить торговлю, создание союза фирм и вступление в сговор с этой же целью, а также предоставил федеральному правительству или потерпевшей стороне право возбуждать судебное дело против тех, кто совершает такие преступления.
- Яков Оттонович Наркевич-Иодко первым в истории создал полноценный радиоприёмник, основной частью которого служила телефонная трубка. Прибор был предназначен для регистрации грозовых разрядов и имел практическое применение, позволяя регистрировать электрические разряды в атмосфере на расстоянии до 100 км. Создание прибора стало важным этапом в создании радио.
- Закончилось строение Таракановского Форта.

## Родились
См. также: Категория:Родившиеся в 1890 году
- 9 января — Карел Чапек, чешский писатель (ум. в 1938).
- 10 февраля — Борис Леонидович Пастернак, российский и советский поэт и писатель, лауреат Нобелевской премии по литературе 1958 года (ум. в 1960).
- 4 марта — Захар Фёдорович Дорофеев, первый поэт-мордвин (ум. 1952).
- 9 марта — Вячеслав Михайлович Молотов (настоящая фамилия Скрябин), советский государственный и партийный деятель, Герой Социалистического Труда (ум. в 1986).
- 16 марта — Соломон Михайлович Михоэлс, советский актёр и руководитель Еврейского Антифашистского Комитета (уб. в 1948).
- 31 марта — Уильям Лоренс Брэгг, австралийский физик, лауреат Нобелевской премии по физике за 1915 год, самый молодой нобелевский лауреат по физике за всю историю премии (ум. 1971).
- 16 апреля — Николай Сергеевич Трубецкой, князь, лингвист, философ, один из лидеров евразийства (ум. в 1938).
- 17 апреля — Николай Колчицкий, священник Русской православной церкви, протопресвитер (с 1945 года), управляющий делами Московской Патриархии (1941—1945) (ум. 1961).
- 2 мая — Эдвард Элмер «Док» Смит, американский писатель-фантаст, один из крёстных отцов «космической оперы» (ум. в 1965).
- 15 мая — Константин Васильевич Иванов, Чувашский поэт, классик чувашской литературы (ум. в 1915).
- 19 мая
  - Донат Адамович Макиёнок, российско-польский военный лётчик-ас Первой мировой войны (ум. 1941)
  - Хо Ши Мин, вьетнамский политический деятель, основатель Коммунистической партии Вьетнама, руководитель августовской революции, первый президент Демократической Республики Вьетнам, создатель Национального фронта освобождения Южного Вьетнама (ум. 1969).
- 30 мая — Павел Павлович Хороших, советский историк, археолог, этнограф, кандидат исторических наук, действительный член Восточно-Сибирского отдела Русского географического общества (ум. в 1977).
- 11 июля — Пятрас Вайчюнас, литовский поэт и драматург (ум. в 1959).
- 20 июля
  - Джорджо Моранди, итальянский живописец и график (ум. в 1964).
  - Георг II, король Греции в 1922—1923 и 1935—1947 годах (ум. 1947).
- 26 июля — Дэниел Джадсон Каллаган, американский контр-адмирал и военно-морской деятель (ум. в 1942).
- 3 августа — Константин Степанович Мельников, русский и советский архитектор, один из лидеров направления авангарда в советской архитектуре (ум. в 1974).
- 20 августа — Говард Лавкрафт, американский писатель, мастер «литературы ужасов» (ум. в 1937).
- 4 сентября — Николай Сергеевич Ашукин, русский поэт, литературный критик, историк литературы, библиограф (ум. в 1972).
- 15 сентября — Агата Кристи, английская писательница (ум. в 1976).
- 18 сентября — Константин Алексеевич Авксентьевский, советский военачальник, военный министр Дальневосточной республики в 1922 году (уб. 1941)
- 23 сентября — Фридрих Паулюс, немецкий военачальник, генерал-фельдмаршал, командующий 6-й армией, окружённой и капитулировавшей под Сталинградом; один из авторов плана Барбаросса (ум. 1957).
- 14 октября — Дуайт Дэвид Эйзенхауэр, американский военный и государственный деятель, 34-й Президент США (1953—1961 годах (ум. в 1969).
- 14 ноября — Витаутас Кайрюкштис, литовский художник (ум. в 1961).
- 19 ноября — Василий Константинович Блюхер, советский военный, государственный и партийный деятель. Маршал Советского Союза (ум. в 1938).
- 22 ноября — Шарль де Голль, французский военный и общественный деятель, первый Президент Пятой республики (ум. в 1970).
- 29 ноября — Борис Викторович Томашевский, советский литературовед и текстолог (ум. в 1957).
- 5 декабря — Фриц Ланг, немецкий и американский кинорежиссёр (ум. 1976).
- 20 декабря — Ярослав Гейровский, чехословацкий химик, лауреат Нобелевской премии по химии (1959) (ум. 1967).
- 21 декабря — Герман Джозеф Мёллер, американский генетик, лауреат Нобелевской премии по физиологии и медицине (1946) (ум. 1967).
- 22 декабря — Ахмад-Заки Валиди, лидер башкирского национально-освободительного движения, тюрколог, доктор философии (ум. 1970).
- 25 декабря — Мустафа Шокай, казахский общественный и политический деятель, идеолог борьбы за свободу и независимость Единого Туркестана (ум. 1941).

## Скончались
См. также: Категория:Умершие в 1890 году

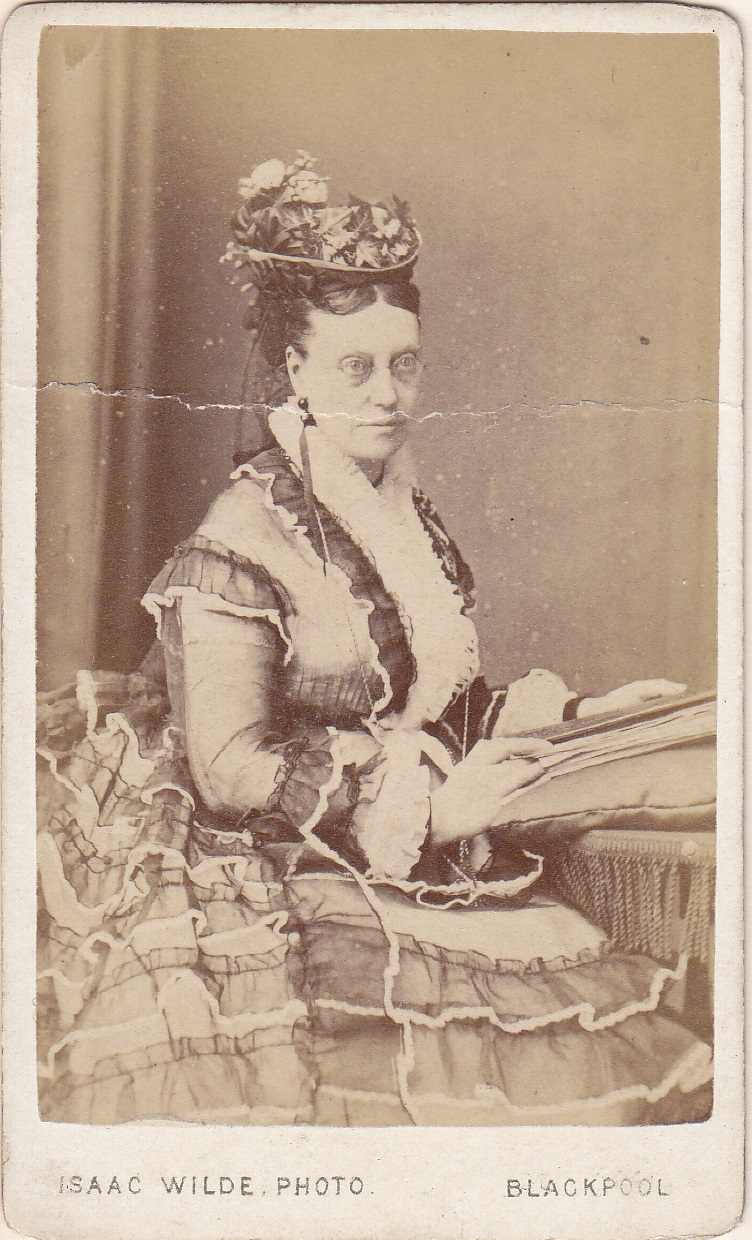
Лидия Беккер

- 17 января — Гильдебранд, Герман Христиан (род. 1843) — прибалтийский историк.
- 18 января — Амадей Савойский, король Испании в 1870 — 1873 годах (род. 1845).
- 1 апреля — Александр Фёдорович Можайский, русский контр-адмирал, изобретатель самолёта (родился в 1825).
- 7 июля — Анри Нестле, основатель компании «Nestle» (род. 1817).
- 15 июля — Готфрид Келлер, швейцарский писатель (писал на немецком языке; родился в 1819).
- 18 июля — Лидия Беккер, лидер раннего движения за избирательные права женщин в Великобритании (род. 1827).
- 29 июля — Винсент ван Гог, нидерландский и французский художник-постимпрессионист (родился в 1853).
- 6 августа — Уильям Кеммлер, американский убийца, ставший первым человеком, казнённым на электрическом стуле (родился в 1860).
- 30 августа — Марианна Норт (род. 1830), английская путешественница и художница.
- 20 октября — Ричард Фрэнсис Бёртон, британский путешественник, писатель, поэт, переводчик, этнограф, лингвист, гипнотизёр, фехтовальщик и дипломат (родился в 1821).
- 26 октября — Карел Габриель Кобе, нидерландский филолог (родился в 1813).
- 18 декабря — Григорий Петрович Данилевский, русский писатель и публицист (родился в 1829).
- 26 декабря — Генрих Шлиман, немецкий археолог (родился в 1822).